# Ortuťová
Ortuťová je obec na Slovensku v okrese Bardejov. Žije zde 216 obyvatel, první písemná zmínka pochází z roku 1414. Nachází se zde řeckokatolický chrám svatého Michaela archanděla z roku 1842, který je národní kulturní památkou Slovenské republiky.